# Эдельсон, Евгений Николаевич
Евге́ний Никола́евич Эдельсо́н (12 [24] октября 1824, Рязань — 8 [20] января 1868, Санкт-Петербург) — русский литературный критик и переводчик из «молодой редакции» журнала «Москвитянин».

## Биография
Родился 12 октября 1824 года в семье эконома Рязанской гимназии Николая Эдельсона, носившего немецкую фамилию, но бывшего вполне русским и даже не говорившего ни слова по-немецки.
Первоначальное образование получил в Касимовском уездном училище, причём с первых же шагов обратил на себя внимание своими успехами. Затем он воспитывался в Рязанской гимназии, а в 1824 году поступил на естественно-историческое отделение физико-математического факультета Московского университета.
Вскоре, однако, он почти оставил посещение обязательных занятий, так как со страстью предался изучению господствовавшей тогда в Московском университете философской системы Гегеля, причем с особенным усердием изучал феноменологию духа и эстетику, основательное знакомство с которыми отразилось впоследствии в его критических статьях. Несколько позже, слушая, уже после окончания университета, лекции M. H. Каткова, Эдельсон под его влиянием стал изучать психологию Бенеке, оказавшего на него значительное влияние.
В 1847 году собрался ехать за границу и уже отправился из Москвы в Петербург для хлопот о заграничном паспорте, но вследствие тогдашних политических обстоятельств принуждён был возвратиться в Москву. Там он познакомился, а потом и сблизился с А. Н. Островским, вместе с которым примкнул к молодой редакции издаваемого Погодиным «Москвитянина», где стал помещать критические статьи. В то же время принимал участие в качестве помощника редактора в издании «Московских ведомостей»; вскоре, однако, он оставил эту газету.
Когда «молодая редакция» в 1853 г. ушла из «Москвитянина», Эдельсон на некоторое время почти прекратил свою журнальную деятельность и только изредка помещал свои статьи в выходившей в Петербурге «Библиотеке для чтения». В этот период он выпустил перевод «Лаокоона» Лессинга (Москва, 1859 г.), а также издал письма Либиха в переводе M. A. Прот—ой.
В 1863 году переселился в Санкт-Петербург и по предложению Боборыкина, в руки которого в то время перешла «Библиотека для чтения», принял в своё заведование критический отдел этого журнала. Вскоре, однако, «Библиотека для Чтения» прекратила своё существование. Когда возник «Всемирный Труд» Хана, Эдельсон принял близкое участие в этом журнале и способствовал привлечению к участию в нём Погодина, Островского, Писемского. Наряду с участием во «Всемирном Труде» Эдельсон сотрудничал и в «Отечественных записках».
Оставив вскоре «Всемирный труд», Эдельсон сделался близким сотрудником «Журнала Министерства народного просвещения», перешедшего в то время в заведование Александра Георгиевского; этому журналу Эдельсон посвятил все последние годы своей жизни; он помещал в нём «Обозрение иностранных журналов» и «Хронику учебной и учёной жизни за границей», а также брал на себя предварительный просмотр и подготовку к печати некоторых вновь поступавших статей.
Скоропостижно скончался 8 января 1868 года от аневризмы. Его смерть, как отмечается в Большой биографической энциклопедии, поразила всех, знавших его. Как написал о нём в некрологе Николай Лесков: «человек этот простился с жизнью в полном развитии своих сил. Он умер рано, как умирает большинство русских людей, избравших себе литературную дорогу, тягчайшую из всех дорог, если избравший её неспособен ни торговать своею совестью, ни вертеться, как волчок, под переменчивыми ветрами модных направлений».

## Литературная критика
Критические статьи Евгения Эдельсона имели своим предметом, главным образом, вопросы об искусстве вообще и разборы сочинений разных авторов. В этих статьях Эдельсон не выходил из области чисто эстетических и литературных вопросов, не вдавался в публицистику. По своим критическим взглядам он принадлежал к числу сторонников принципа «искусство для искусства» и ратовал против новейших теорий реализма. Впоследствии, особенно в последние годы своей литературной деятельности, Эдельсон отчасти отошёл от взглядов чистых эстетиков, и в его последних критических работах, например в статье «О значении искусства в цивилизации» (Москва, 1867 г.), можно заметить стремление примирить две противоположные эстетические теории.
Твёрдо держась вполне определенных взглядов и только с ними сообразуясь в своей деятельности, Эдельсон в своих статьях отличался особенной сдержанностью и мягкостью в высказывании своих взглядов; он избегал резкостей и крайностей. Эти особенности его, как отмечает Борис Греков, были причиной того, что он не образовал школы, не имел широкой популярности и авторитета. К числу недостатков его Греков относит некоторую многословность и часто туманность изложения.
Горячо преданный интересам литературной жизни, Эдельсон чутко отзывался на каждое её явление и не раз в своей жизни жертвовал многим в интересах литературы. В частной жизни он отличался, как пишет Греков, замечательной гуманностью, снисходительностью и кротостью, неизменной готовностью оказать кому бы то ни было всякую серьёзную услугу.

## Семья
Жена - Екатерина Алексеевна Хардина (в браке с января 1851). Скончалась в 1894 в Петербурге, была похоронена рядом с Евгением Николаевичем
Сын - Борис. Проживал в основном в Самаре и Самарском уезде, в имении матери. Борис Евгеньевич собрал выдающуюся библиотеку (в 1905 году - более 2 тыс. томов). Скончался в Самаре в 1913 году в возрасте 62 лет, похоронен на кладбище Иверского женского монастыря.